# Яропол
Яропол — река в России, протекает в Михайловском районе Рязанской области. Устье реки находится у села Хавертово в 8,5 км по правому берегу реки Жрака. Длина реки составляет 14 км.
Система водного объекта: Жрака → Проня → Ока → Волга → Каспийское море.
Яропол пересекает федеральная автодорога Р132 Калуга — Тула — Михайлов — Рязань.

## Данные водного реестра
По данным государственного водного реестра России относится к Окскому бассейновому округу, водохозяйственный участок реки — Проня от истока и до устья, речной подбассейн реки — Бассейны притоков Оки до впадения Мокши. Речной бассейн реки — Ока.
Код объекта в государственном водном реестре — 09010102112110000025301.